# Tyrrell 005
El Tyrrell 005 es un coche de carreras de Fórmula 1 diseñado para el equipo Tyrrell por su diseñador jefe, Derek Gardner. Jackie Stewart condujo el 005 en las últimas cuatro carreras de la temporada de Fórmula 1 de 1972, y también se utilizó para carreras seleccionadas de las temporadas de 1973 y la primera parte de la de 1974. Sólo se construyó un chasis y Gardner lo diseñó con una distancia entre ejes particularmente corta de 94,05 pulgadas (238,9 cm) específicamente para adaptarse al estilo y las habilidades de Stewart.

## Historia
La primera carrera del 005 fue el Gran Premio de Austria de 1972, donde Stewart terminó séptimo. Una falla en el embrague dejó a Stewart fuera de carrera y fuera del campeonato en el Gran Premio de Italia. El escocés ganó los Grandes Premios de Canadá y Estados Unidos.
Stewart corrió con el 005 en el Gran Premio de Argentina de 1973 y terminó tercero. El escocés finalizó 2º en el Gran Premio de Brasil. François Cevert condujo el 005 en el Gran Premio de Sudáfrica y no se clasificó. Chris Amon corrió con el 005 en el Gran Premio de Canadá y terminó décimo. Amon estaba programado para conducir el 005 en el Gran Premio de Estados Unidos, pero él y Stewart se retiraron después de la muerte de Cevert durante la práctica.
El 005 fue utilizado en las tres primeras carreras de 1974 por el francés Patrick Depailler que finalizó 6º en el Gran Premio de Argentina. Depailler terminó octavo en el Gran Premio de Brasil y la última carrera del 005 fue el Gran Premio de Sudáfrica cuando el francés terminó cuarto. El 005 fue reemplazado por el Tyrrell 006.

## Resultados
(Clave) (negrita indica pole position) (cursiva indica vuelta rápida)

| Año  | Equipo           | Pilotos           | 1   | 2   | 3   | 4   | 5   | 6   | 7   | 8   | 9   | 10  | 11  | 12  | 13  | 14  | 15  | Puntos | Pos, |
| ---- | ---------------- | ----------------- | --- | --- | --- | --- | --- | --- | --- | --- | --- | --- | --- | --- | --- | --- | --- | ------ | ---- |
| 1972 | Elf Team Tyrrell |                   | ARG | RSA | ESP | MON | BEL | FRA | GBR | GER | AUT | ITA | CAN | USA |     |     |     | 511    | 2°   |
| 1972 | Elf Team Tyrrell | Jackie Stewart    |     |     |     |     |     |     |     |     | 7   | Ret | 1   | 1   |     |     |     | 511    | 2°   |
| 1973 | Elf Team Tyrrell |                   | ARG | BRA | RSA | ESP | BEL | MON | SWE | FRA | GBR | NED | GER | AUT | ITA | CAN | USA | 822    | 2°   |
| 1973 | Elf Team Tyrrell | Jackie Stewart    | 3   | 2   |     |     |     |     |     |     |     |     |     |     |     |     |     | 822    | 2°   |
| 1973 | Elf Team Tyrrell | François Cevert   |     |     | NC  |     |     |     |     |     |     |     |     |     |     |     |     | 822    | 2°   |
| 1973 | Elf Team Tyrrell | Chris Amon        |     |     |     |     |     |     |     |     |     |     |     |     |     | 10  | DNS | 822    | 2°   |
| 1974 | Elf Team Tyrrell |                   | ARG | BRA | RSA | ESP | MON | BEL | SWE | NED | FRA | GBR | GER | AUT | ITA | CAN | USA | 523    | 3°   |
| 1974 | Elf Team Tyrrell | Patrick Depailler | 6   | 8   | 4   |     |     |     |     |     |     |     |     |     |     |     |     | 523    | 3°   |

- *18 puntos obtenidos con el Tyrrell 005; los otros 33 puntos se anotaron con Tyrrell 002, Tyrrell 003 y Tyrrell 004.
- *6 puntos obtenidos con Tyrrell 005; los otros 76 puntos se anotaron con el Tyrrell 006.
- *4 puntos obtenidos con el Tyrrell 005; Los otros 48 puntos se anotaron con el Tyrrell 007.